# Im Schallplattenladen
Im Schallplattenladen ist ein deutscher Kurzfilm des Regisseurs Hans H. Zerlett aus dem Jahr 1934 mit Karl Valentin und Liesl Karlstadt in den Hauptrollen. Der Film basiert auf dem gleichnamigen Theaterstück, das bereits 1930 vertont wurde und auf Schallplatte erschien.

## Handlung
Ein Kunde betritt einen Schallplattenladen und fragt nach der Reparatur von Grammophonen. Nachdem er eine Packung mit Nadeln erhalten hat, verlangt er von der Verkäuferin „runde, dunkelschwarze Platten mit Schall“. Die Verkäuferin spielt ihm einige davon vor. Der Kunde kann sich allerdings nicht entscheiden und fragt dann nach einer Platte mit dem Titel Sanitätslos. Es stellt sich heraus, dass er eigentlich Seemannslos meint. Während die Verkäuferin ins Lager geht, um die gewünschte Platte zu holen, vertreibt der Kunde eine alte Dame mit einer Trompete. Als die Verkäuferin mit der Platte wiederkommt, erklärt der Kunde, dass er sie eigentlich gar nicht kaufen will, da er die Platte hasst. Er will sie „ausrotten“, indem er sich entschließt, doch alle Platten mit diesem Lied zu kaufen. Die Verkäuferin bringt ihn davon ab und der Kunde bringt seinen nächsten Plattenwunsch vor: ein Lied mit dem Titel Ein Abend am Sonntagmorgen. Die telefonische Nachfrage beim Besitzer des Ladens, Herrn Rembremerding, gestaltet sich ebenfalls schwierig, da der Kunde derart über den Namen lachen muss, dass er die Melodie nicht pfeifen kann. Danach zeigt die Verkäuferin dem Kunden die neueste Erfindung: biegsame Platten. Als die Verkäuferin erneut den Verkaufsraum verlässt, um weitere dieser biegsamen Platten zu holen, überprüft der Kunde auch die herkömmlichen Platten auf ihre Biegsamkeit. Bald darauf ist der Boden mit zerbrochenen Platten übersät. Zum Schluss wirft der Kunde noch seinen Spazierstock in eine Vitrine.

## Rezeption
- Im Lied Der Berg ruft der Band K2 werden Teile aus Im Schallplattenladen zitiert.